# مارکو تاردلی
مارکو تاردلی (به ایتالیایی: Marco Tardelli) بازیکن فوتبال و اهل ایتالیا است که از سال ۱۹۷۶ میلادی عضو تیم ملی فوتبال ایتالیا بوده و در ۸۱ بازی ملی حضور داشته‌است. او در بازی‌های ملی‌اش ۶ گل به ثمر رساند.
مارکو تاردلی آخرین بازی ملی خود را در سال ۱۹۸۵ میلادی انجام داد.
او در مجموع در سه جام جهانی حضور داشت و در سال ۱۹۸۲ موفق به کسب عنوان قهرمانی در این مسابقات شد. جشن گل او در فینال جام جهانی ۱۹۸۲به عنوان یکی از نمادین‌ترین لحظات در تاریخ جام جهانی در نظر گرفته می‌شود. از تاردلی به عنوان یکی از بهترین هافبک‌های ایتالیا و یکی از بهترین بازیکنان نسل خود یاد می‌شود. او هافبکی دونده و پرانرژی با توانایی‌های متعادل در حمله و دفاع بود. در سال ۲۰۰۴ ، تاردلی در نظرسنجی جوبیلی طلایی یوفا به عنوان سی و هفتمین بازیکن انتخاب شد. وی در سال ۲۰۱۵ به تالار مشاهیر فوتبال ایتالیا راه یافت. او بین سال‌های ۲۰۰۸ تا ۲۰۱۳ به عنوان دستیار جیووانی تراپاتونی در تیم ملی فوتبال جمهوری ایرلند خدمت کرد.